# Isisfordia
Isisfordia duncani
Genre
Espèce
Isisfordia est un genre fossile de crocodyliformes qui ont vécu au milieu du Crétacé (Albien–Cénomanien). Ses fossiles ont été découverts dans la formation de Winton dans le comté d'Isisford (Queensland, Australie) au milieu des années 1990,. La majeure partie du squelette de cette espèce a été découverte, à l'exception d'une fraction de l'avant du crâne. Lors d'une expédition postérieure sur le site, les paléontologues ont découvert un crâne complet, différent de celui du spécimen précédent uniquement par la taille.
Une seule espèce est rattachée au genre, Isisfordia duncani, décrite par S. W. Salisbury et son équipe en 2006.

## Systématique
Le genre Isisfordia et l'espèce Isisfordia duncani ont été décrits en 2006 par Steven W. Salisbury (d), Ralph E. Molnar (de), Eberhard Frey (de) et Paul Willis (d).

## Description
Isisfordia mesurait approximativement 1,10 mètre.

Évolution dans le temps de la segmentation des ostéodermes dorsaux des néosuchiens évolués (Isisfordia est le troisième en partant de la gauche).

## Liste d'espèces
Selon Paleobiology Database (14 avril 2015) :
- Isisfordia duncani Salisbury et al., 2006

## Étymologie
Le nom du genre Isisfordia fait référence au comté d'Isisford où les fossiles ont été découverts.
Son épithète spécifique, duncani, a été donnée en l'honneur de Ian Duncan qui a découvert l'holotype.

## Publication originale
- (en) Steven W. Salisbury, Ralph E. Molnar, Eberhard Frey et Paul M. A. Willis, « The origin of modern crocodyliforms: new evidence from the Cretaceous of Australia », Proceedings of the Royal Society B, Royal Society, vol. 273, no 1600,‎ 1er octobre 2006, p. 2439-2448 (ISSN 0962-8452 et 1471-2954, PMID 16959633, PMCID 1634899, DOI 10.1098/RSPB.2006.3613, lire en ligne).